# Kaikhosru Dadhaboy Sethna
 (août 2015).
Kaikhosru Dadhaboy Sethna (26 novembre 1904 - 29 juin 2011), mieux connu sous le nom de K.D. Sethna, est un poète indien, ainsi qu'un érudit, un écrivain, un philosophe et un critique culturel. 
Il a publié plus de quarante livres. On le connait également sous le nom d'Amal Kiran.

## Biographie
Sethna étudie à l'Université de Bombay et est l'un des premiers disciples de Sri Aurobindo. Il arrive à l'ashram de Sri Aurobindo en 1927 à 23 ans, pour prendre le chemin du yoga intégral sous la direction de Sri Aurobindo et Mirra Alfassa. En 1930, Sri Aurobindo lui donne le nom d'« Amal Kiran ». En 1933, il publie son recueil de poèmes, Inmost Beauty.
En 1949, il est devenu rédacteur en chef du journal de l'ashram de Sri Aurobindo Mother India, à la rédaction duquel il travaille pendant près de cinquante ans. Il prend sa retraite en 2000, après une carrière de soixante-sept ans.
Parsi-zoroastrien de naissance, Sethna en abandonne la pratique après être devenu un disciple de Sri Aurobindo. Il célèbre son 100e anniversaire en 2004. Au moment de sa mort, à l'âge de 106, il est l'un des auteurs vivants les plus âgés du monde.
Il a aussi écrit un livre sur le poète Stéphane Mallarmé.

## Œuvres
Amal Kiran
- Light and Laughter
- Talks on Poetry
- India and the World Scene,  (ISBN 81-7060-118-5)
- The Indian Spirit and the World's Future,  (ISBN 81-7060-227-0)

K. D. Sethna,
- Altar and Flame
- The Mother, Past-Present-Future, 1977
- Obscure and the Mysterious
- The Problem of Aryan Origins, 1980, 1992;  (ISBN 81-85179-67-0)
- Overhead Poetry
- The Passing of Sri Aurobindo, 1951.
- Sri Aurobindo on Shakespeare
- Sri Aurobindo- The Poet
- The Obscure and the Mysterious: A Research in Mallarmé's Symbolist Poetry
- Teilhard de Chardin and Sri Aurobindo - a focus on fundamentals, Bharatiya Vidya Prakasan, Varanasi (1973)
- The spirituality of the future : a search apropos of R. C. Zaehner's study in Sri Aurobindo and Teilhard de Chardin. Rutherford [N.J.] London, Fairleigh Dickinson University Press; Associated University Presses. (1981)
- The Vision and Work of Sri Aurobindo
- Problems of Ancient India, 2000, New Delhi: Aditya Prakashan.  (ISBN 81-7742-026-7)